# أزهر الدليمي
الشيخ أزهر حامد عيسى الدليمي (تاريخ الميلاد غير معروف – 19 مايو 2007) كان قياديًا ميدانيًا في جيش المهدي خلال الاحتلال الأمريكي للعراق، وعُرِف بلقب «العقل المدبر» لهجوم كربلاء عام 2007 ضد القوات الأمريكية.

## السيرة الشخصية

### الميلاد والنشأة
نشأ ازهر الدليمي في مدينة الحلة بمحافظة بابل جنوبي العراق، وانضمّ إلى صفوف جيش المهدي عام 2004.

### التكوين والتدريب
تلقى الدليمي تدريبه العسكري في معسكرات سرية للحرس الثوري الإيراني وحزب الله قرب مدينة قم في يوليو 2006 تحت إشراف ضباط قوة القدس.
وقد أثبتت وثائق تسريبية من سجلات الحرب الأمريكية دور الدليمي كمخطط رئيسي لعدد من العمليات النوعية ضمن هيكلية جيش المهدي.

## السيرة العسكرية
برز ازهر الدليمي لقوته التكتيكية وتنظيمه، حيث أشرف على تدريب نخبة المقاتلين وقيادة القوات الخاصة في جيش المهدي.

### هجوم كربلاء
في 20 يناير 2007، قاد خلية تنكّرت بزي أمريكي واستخدمت أسلحة مزيفة لاقتحام مقر القيادة المشتركة في كربلاء، ما أسفر عن مقتل خمسة جنود أمريكيين وأسر أربعة آخرين ثم قتلهم لاحقًا.

## مقتله ودفنه
في 18 مايو 2007، نفذت القوات الأمريكية غارة على منزله في مدينة الصدر وسقط في تبادل إطلاق نار. شيّع مقاتلو جيش المهدي جثمانه ودفنوه في «مقبرة الشهداء» التابعة للجيش في النجف في مقبرة وادي السلام.